# International Visual Theatre
 (juillet 2020).
Si vous disposez d'ouvrages ou d'articles de référence ou si vous connaissez des sites web de qualité traitant du thème abordé ici, merci de compléter l'article en donnant les références utiles à sa vérifiabilité et en les liant à la section « Notes et références ».
 (février 2023).
IVT - International Visual Theatre est un lieu culturel de la culture sourde, co-fondé par Jean Grémion et Alfredo Corrado, constitué en trois pôles : un théâtre, un centre de formation et une maison d'édition, lié dans une mission commune de transmission et de diffusion de la langue des signes française (LSF) et de sa culture. L’articulation du théâtre avec l’enseignement de la LSF permet de valoriser les différents registres de langue, d’avoir un matériau de travail et une pédagogie unique. Avec le Tyst Teater (sv) en Suède, le National Theatre of the Deaf aux États-Unis et le Teater Manu (no) en Norvège, IVT est en France un lieu de diffusion et de création du théâtre en langue des signes, de spectacles visuels et corporels.

## Histoire d'IVT

### Les débuts (1977-1980)
En 1976, l’artiste sourd américain Alfredo Corrado se rend en France pour travailler dans le cadre du festival du Théâtre universitaire de Nancy. Il rencontre Jean Grémion, metteur en scène français déjà engagé dans une recherche sur le théâtre non verbal.
Ils fondent en 1977 IVT - International Visual Theatre, première compagnie de théâtre pour comédiens sourds, grâce à la collaboration franco-américaine de l'Institut international du théâtre. Ils font appel à Bill Moody, interprète anglais – ASL et fondateur du Théâtre des Sourds de Chicago, qui devient le premier interprète d’IVT. La création d’IVT correspond au réveil du mouvement sourd, par le biais du théâtre.
À ses débuts, IVT s'installe à la Tour du Village du Château de Vincennes grâce à l’aide du Ministère de la Culture, et sera la première structure à proposer en France des cours de Langue des signes française. IVT crée son premier spectacle  [ ] , sur une communauté à la recherche de sa propre culture. Sa deuxième création  ] [ , racontera l'ouverture de la communauté sourde afin de partager l'expression de sa culture avec les autres.
La même année, et sous la dénomination de Centre Socio Culturel des Sourds, IVT met en place des ateliers de recherche théâtrale pour adultes sourds ainsi que des formations aux techniques de communications pour professeurs et orthophonistes. Pour les ateliers théâtre, c’est Ralph Robbins qui en est à l’origine. Comédien entendant et assistant à la mise en scène, il s’est inspiré pour ces ateliers de son expérience théâtrale aux États-Unis. À ces ateliers, on pourra ainsi voir se former au théâtre Laurent Valo, Claire Garguier (actuelle présidente d’IVT), Sophie Marchand et Emmanuelle Laborit.
À partir de 1978, IVT propose de partager son expérience acquise à travers des ateliers d'initiation à la LSF, à la culture sourde et à son expression théâtrale (Suisse, Belgique) et des ateliers de pratique artistique pour comédiens sourds et entendants (Baltimore, Munich, Amsterdam). De leur côté, les formateurs sourds d'IVT sont appelés pour animer des ateliers de LSF dans toute la France.

### L'expansion (1981-1991)
Après le départ de Jean Grémion, Alfredo Corrado assume seul la direction d'IVT, avec Thierry Jouno comme directeur administratif. Un programme complet d'apprentissage de la Langue des signes est proposé, élaboré par Bill Moody et les professeurs sourds, qui constituera la première base écrite d'un enseignement cohérent de la LSF. En parallèle, IVT assoit son image de lieu culturel en accueillant un stage de Yoshi Oida. Cinq spectacles seront créés par la compagnie IVT durant cette décennie. L’Avare, en 1987, fait suite à une période de créations originales, principalement en langue des signes et marque une étape importante. C’est la première adaptation d’un texte classique, donc transposition de ce texte écrit en français vers la langue des signes. Avec L’Avare, on assiste à la première présentation de la culture française auprès de la communauté sourde, symbolisant les fondements et valeurs d’IVT. Sous l'impulsion de Thierry Jouno, IVT invite d'autres compagnies à travailler avec eux afin de proposer de vrais échanges culturels.
En 1983, face à la demande croissante, sera créé le premier poste de formateur en Langue des Signes à temps complet, occupé par Jean-Claude Poulain. Sont mis en place les premiers stages intensifs de communication non verbale et de grammaire. IVT crée un stage pour les enfants et adolescents sourds qui n'ont aucune langue : il représente souvent la seule ouverture pour certains parents ou professionnels qui n'arrivent pas à communiquer avec ces enfants. L'Université Paris VIII fait appel à IVT pour lui fournir les professeurs Sourds de Langue des signes qui enseigneront les premières U.V. de LSF jamais créées en France dans le cadre du diplôme de Langues Étrangères Appliquées. Chaque année, plus de 100 stages intensifs seront donnés en plus des cours du soir et des ateliers hebdomadaires.
L'équipe d'IVT se pose rapidement la question de développer des supports pédagogiques pour accompagner la demande de formation. C'est ainsi qu'est créé en 1983, après deux ans de recherche linguistique, La Langue des signes, premier recueil édité en Europe francophone sur la LSF et l'histoire de la communauté Sourde. Suivra en 1986 le second volume Les Signes en main.

### Sur les routes (1992-2003)
Pour des raisons de sécurité, il est demandé à IVT de ne plus accueillir le public dans la Tour du Village du Château de Vincennes à partir de 1993. Sous la direction de Jean-François La Bouverie, les différentes équipes se retrouvent donc éclatées sur le territoire : l'administration peut rester dans les bureaux de Vincennes, l'équipe de formateurs s'installe d’abord à Alfortville en 1994 puis dans le quartier de la Bastille à Paris, tandis que la compagnie continue son activité artistique en itinérance (créations de spectacles et ateliers de pratique amateurs).
En parallèle, IVT accède à une notoriété auprès du grand public, tout d’abord en 1992 grâce à la pièce Les enfants du silence de Mark Medoff, dans laquelle Emmanuelle Laborit tient le rôle principal. Ce sera cette pièce de théâtre qui permettra à Emmanuelle Laborit d'être à ce jour la seule comédienne sourde lauréate du Molière de la révélation théâtrale. Ensuite, cette notoriété s’est faite en présentant plusieurs spectacles aux Rencontres d'été de la Chartreuse de Villeneuve les Avignon ainsi qu'au Festival d'Avignon : Les Pierres d'après Gertrude Stein, mis en scène par Thierry Roisin en 1990, Vole mon dragon de Hervé Guibert, mis en scène par Stanislas Nordey en 1994, Antigone d'après Sophocle, mis en scène par Thierry Roisin en 1995.
IVT se positionne également en pionnier de l'adaptation théâtrale du français en langue des signes française, travaillant sur l'adaptation de textes classiques et contemporains de la littérature internationale : Alfred de Musset, Samuel Beckett, Georg Büchner, William Shakespeare, Molière, Nathalie Sarraute, Charles Perrault, Homère…

### L’institution (2004-2013)
Sous l'impulsion de Jean-François La Bouverie et Emmanuelle Laborit qui voulaient retrouver un lieu unique pour les différentes activités, la Ville de Paris achète en 2004 le Théâtre 347, ancien théâtre du Grand-Guignol, pour y installer IVT. L'administration et la formation se retrouvent enfin sur le même site, mais il faudra attendre trois années de travaux supplémentaires pour ouvrir l’actuel théâtre en 2007, attirant sur cette première année plus de 10 000 spectateurs. L’ouverture du théâtre marque les 30 ans d’IVT et inscrit une profonde mutation de la structure qui doit relever de nouveaux défis : l’accueil du public, l’ouverture d’un nouveau théâtre à Paris, le regroupement des activités de création théâtrale, d’enseignement et d’édition.
Emmanuelle Laborit est donc la première directrice qu’IVT connaît en tant que compagnie avec lieu. Pour son projet d’établissement, elle construit une programmation marquée par la réunion entre théâtre bilingue (présence au plateau de la LSF et du français) et théâtre visuel, dans un souci de pluridisciplinarité. Le laboratoire de recherche est également initié, dans lequel Emmanuelle Laborit souhaite théoriser et appliquer la rencontre entre la LSF et différentes disciplines artistiques. De ces recherches naissent des spectacles comme Inouï Music-Hall (chansigne) et Entre Chien et Loup (marionnette signante) en 2007. Le projet étant copieux, elle décide de nommer directeurs adjoints Philippe Galant et Stéphane Judé, le premier pour porter la responsabilité du centre de formation, de la maison d’édition et de la recherche linguistique, le second pour gérer les lourds travaux d’installation à la cité Chaptal (voir le documentaire Avec nos yeux réalisé par Marion Aldighieri). En 2010, Emmanuelle Laborit crée sa première mise en scène Héritages de Bertrand Leclair. En 2014 elle coécrit avec Pierre-Yves Chapalain Une sacrée Boucherie mise en scène par Philippe Carbonneaux, elle y joue le rôle de Solène. En 2015 elle coécrit avec Praline Gay-Para une version inédite de Blanche-Neige et met en scène La Reine Mère.

### La restructuration (2014 à aujourd’hui)
En 2014, Emmanuelle Laborit s’associe à Jennifer Lesage-David. Ensemble, elles font un état des lieux et écrivent un nouveau projet culturel et artistique triennal pour la période de 2015 à 2017 qui donnera lieu à la signature d’une convention tripartite avec la Direction Régionale des Affaires Culturelles (DRAC – Ile de France) et la Ville de Paris. Ce projet clarifie l’identité d’IVT en lieu pluriel et unique en redonnant du lien et de la complémentarité entre les différentes activités de la structure. Elles écrivent un projet en s’appuyant sur trois valeurs : ouverture, partage et transmission, et s’articule autour de l’enjeu de défense et de déploiement de la Langue des signes française dans ses dimensions spécifiquement artistiques et culturelles.
En mai 2017, IVT a fêté ses 40 ans. Le binôme de direction Emmanuelle Laborit - Jennifer Lesage-David opère un virage délibérément orienté vers la transmission de ces 40 années d’expérience, au profit d’une nouvelle génération d’artistes. Le mot d’ordre est celui de l’ouverture : aux compagnies émergentes, à de nouveaux publics, à des disciplines diverses… IVT ouvre son plateau aux compagnies émergentes, dans le cadre de résidences et de coproductions et vise par ce biais à encourager la transmission entre les générations. Nourri par les pionniers de cette fabrique de théâtre en LSF, de jeunes compagnies fleurissent aujourd’hui, s’inscrivant dans la lignée d’IVT. Ces équipes travaillent sur des propositions hybrides, pour une accessibilité de fait, afin que les spectacles s’adressent aussi bien aux sourds qu’aux entendants. Avec cette nouvelle dynamique de travail, la restructuration passe également par la création d’une nouvelle identité visuelle (un nouveau logo et une nouvelle charte graphique).
En ce sens, IVT accueille chaque saison une quinzaine de spectacles, une dizaine de soirées thématiques (projections, conférences, rencontres…) et plusieurs résidences de création, avec la production et l’accompagnement de créations originales dites bilingues (en français et en LSF), par des accueils en résidence et coproductions. Le cœur des projets choisis interroge toujours la rencontre entre les deux langues : comment se font-elles écho, comment se croisent-elles, comment s’éloignent-elles pour mieux se rejoindre ? Et comment ce croisement apporte un appui dramaturgique, une dimension poétique ou un rythme singulier.
La ligne artistique mêle langue des signes et champs artistiques divers (théâtre, danse, marionnette, arts du mime et du geste, cirque…), afin d’élargir au maximum la palette des disciplines susceptibles de nourrir la création bilingue. Car au-delà de la langue des signes, la culture sourde est une culture du visuel, portée par le regard. Par son projet, IVT vise aussi à faire prendre conscience au plus grand nombre que la langue des signes est une richesse pour tous. Pour les sourds, comme pour les entendants, elle est la porte d’entrée vers une autre culture, une autre vision du monde. En ce sens, IVT porte un riche programme d’action culturelle, à l’adresse de tous. À partir de 2018, la direction travaille à l’identification d’IVT comme « centre ressource », grâce à son expertise dans le domaine culturel, linguistique et artistique, dans l’accompagnement des compagnies par son programme de résidence, de coproduction, d’accompagnement administratif, mais également dans le partage de ses ressources avec l’Institut National de l'Audiovisuel (INA).
IVT est un organisme de formation spécialisé dans l’apprentissage de la LSF, certifié Qualiopi. La formation en LSF correspond au référentiel européen des formations en langue, et est reconnue préparer les stagiaires à l’obtention du DCL – Diplôme de Compétence en Langue. Le centre de formation propose ainsi chaque année une vingtaine de formations et accueille près de 1000 stagiaires. En 2015, IVT renouvelle globalement sa pédagogie, notamment en créant quatre modules de formation EN langue des signes, à destination des personnes sourdes ou signantes de très bon niveau. La direction crée aussi le nouveau programme de Master Class, pour créer une logique plus dynamique avec la partie artistique d’IVT. L’ensemble des enseignements est dispensé par des spécialistes sourds, venus de la France entière et ont vocation à former des stagiaires désireux de développer des activités en rapport avec la LSF et la culture sourde. Les formations d’IVT s’adressent tant aux néophytes désireux d’apprendre la LSF qu’aux personnes signantes souhaitant se former dans des domaines divers. Dans chaque cursus, l’enseignement vise à préserver la langue et à mettre en valeur sa singularité visuelle, corporelle et syntaxique.
En appui à son activité pédagogique, IVT édite et diffuse depuis 40 ans des ouvrages de référence pour la langue des signes et la culture sourde. Un catalogue d’une quarantaine d’ouvrage est en cours sur leur site internet, comptant notamment cinq dictionnaires bilingues. Les ouvrages peuvent être commandés en ligne ou achetés sur place, les soirs de spectacle.
IVT se place actuellement dans le paysage culturel comme la référence de la culture Sourde grâce notamment à la participation de Jennifer Lesage-David dans des projets d’envergure, avec la réalisation de contenus pour l’exposition L’Histoire silencieuse des Sourds au Panthéon, sous le commissariat scientifique de Yann Cantin, docteur en Histoire à l’EHESS, ou encore avec l’accompagnement culturel et linguistique du réalisateur David Hourrègue pour la saison 5 de la série Skam-France, produite par France Télévisions.

## IVT: une structure unique pour une équipe atypique
L’équipe d’IVT est constituée de salariés Sourds et entendants car il est impensable, pour une structure dont la matière première est la langue des signes et l’objet statutaire sa promotion, de travailler sans personnes sourdes et donc sans les natifs de cette langue. La philosophie d’IVT est d’être bilingue, à savoir que l’équipe puisse échanger et travailler en LSF et à l’écrit en français, et qu’IVT soit accessible à tous, signants et non-signants.
Cette identité unique permet la rencontre culturelle, la mixité entendants/Sourds et le vivre ensemble, et l’intégration de tous. Ainsi, cette équipe atypique prouve que d’autres modèles organisationnels sont possibles, offrant aux Sourds une place de citoyens à part entière. L’environnement leur étant parfaitement adapté, il leur économise l’habituel effort de devoir s’adapter et leur permet de s’épanouir comme salarié. Enfin, cette structuration, où deux cultures travaillent ensemble sans barrière de langue, donne aux équipes une meilleure compréhension de la culture de l’Autre, et le permet de s’enrichir mutuellement.
La langue des signes répond à une utilité partagée. Elle permet d’entrer en communication : le sourd avec l’entendant mais aussi l’entendant avec le sourd. La langue des signes permet aux Sourds d’être citoyen à part entière : les Sourds ont longtemps été isolés, ont toujours eu des difficultés à avoir accès aux informations et aux hautes connaissances. Ils sont constamment placés en situation de rééducation et en effort d’intégration. Ici l’environnement est adapté à eux, leur permettant d’occuper une vraie place.

## Personnalités ayant marqué l’histoire d’IVT
- Levent Beskardes - comédien
- Monica Companys
- Chantal Liennel - comédienne
- Bachir Saïfi - comédien
- Laurent Valo - comédien
- Emmanuelle Laborit - comédienne